# Speedtest.net
Speedtest.net, známá rovněž jako Speedtest by Ookla, je internetová stránka, která návštěvníkům umožňuje analýzu jejich internetového připojení. Je nejvýznamnějším projektem společnosti Ookla založené v roce 2006 se sídlem v Seattlu v USA.
Webová stránka měří kvalitu internetového připojení ve srovnání s dalšími 16 tisíci servery umístěnými po celém světě (k prosinci 2023). Každý test měří data jak pro download (ze serveru do počítače uživatele), tak pro upload (z počítače uživatele na server). Celý test je proveden na webovém prohlížeči uživatele, v případě mobilních telefonů jej lze rovněž provést přes mobilní aplikaci. K únoru 2024 bylo přes službu provedeno celkem 52 milionů testů internetového připojení a v roce 2011 společnost uváděla, že zaujímá asi 80 % trhu analýzy internetového připojení a je jednou z tisícovky nejpopulárnějších internetových stránek na světě. V minulosti byly testy prováděny přes internetový protokol HTTP, později však společnost přešla na vlastní formát založený na protokolu TCP. 
V roce 2014 společnost Ookla koupila společnost Ziff Davis. Naopak Ookla se v roce 2018 stala vlastníkem společností Mosaik Solutions, Downdetector a Ekahau. Většina zisků společnosti pochází z poplatků placených soukromými společnostmi, které si platí pokročilé testování připojení svých serverů. Zakladateli společnosti byli Mike Apgar a Doug Suttles a svůj název společnost Ookla dostala po zesnulé kočce právě Douga Suttlese. Samotná doména speedtest.com vznikla již v roce 2000 a společnost Ookla ji v roce 2006 zakoupila. 